# Hervey de Donodei
Hervey de Donodei (auch de Dundee) († um 1280) war ein schottischer Geistlicher. Er wurde zum Bischof von Caithness gewählt, starb jedoch noch vor der Bestätigung seiner Wahl.
Hervey de Donodei war Kanoniker an der Kathedrale von St Andrews. 1278 war Richard, der Dekan von Caithness zum neuen Bischof der Diözese Caithness gewählt worden. Gegen seine Wahl wurden Einsprüche erhoben, und schließlich wurde er zum Amtsverzicht bewegt. Daraufhin wählten die Kanoniker der Diözese Caithness Hervey de Donodei zum neuen Bischof. Hervey reiste zur Kurie, um seine Wahl bestätigen zu lassen, doch bevor er dies erreichte, starb er.